# 巴曲 (昂曲)
巴曲，流经中国青海省玉树藏族自治州囊谦县和西藏自治区昌都市类乌齐县的一条河流，是昂曲左岸支流。上游也称巴尔曲，发源于囊谦县着晓乡以北日啊恰赛东南的无名山丘，先向西北流再折向东南流，于瓦查弄转为正东，左纳当曲后干流复折向东南流称巴日曲，最后于类乌齐县尚卡乡吉多村以西汇入昂曲。河流全长133.4千米（其中青海省境内约126千米），流域面积1752平方千米，落差1012米。河道平均比降8.4‰。上游河宽4～14米，多为石质河床；下游河宽15～18米，多为砾石河床。巴曲在青海省境内河段属于三江源国家级自然保护区的白扎功能区，近省界段在核心区。